# دهستان هیوما
دهستان هیوما (به لاتین: Hiiumaa Parish) یک دهستان در استونی است که در شهرستان هیو واقع شده‌است. دهستان هیوما ۱٬۰۲۳ کیلومتر مربع مساحت و ۹٬۵۵۰ نفر جمعیت دارد.